# 呼倫道
呼倫道，全称呼倫贝尔道，清朝末期设置的道，属于黑龙江省。
光绪三十四年（1908年）七月裁撤呼伦贝尔副都统，设立呼伦兵备道，加参领衔。驻在呼伦贝尔，即今内蒙古自治区呼伦贝尔市海拉尔区。宣统三年（1911年）冬，东界瑷珲直隶厅，西界外蒙古，南界布特哈，北界俄罗斯帝国。下辖呼伦直隶厅（驻呼伦贝尔城）、胪滨府（驻今内蒙古自治区满洲里市）。